# 胡什滕
48°53′42″N 26°7′45″E / 48.89500°N 26.12917°E

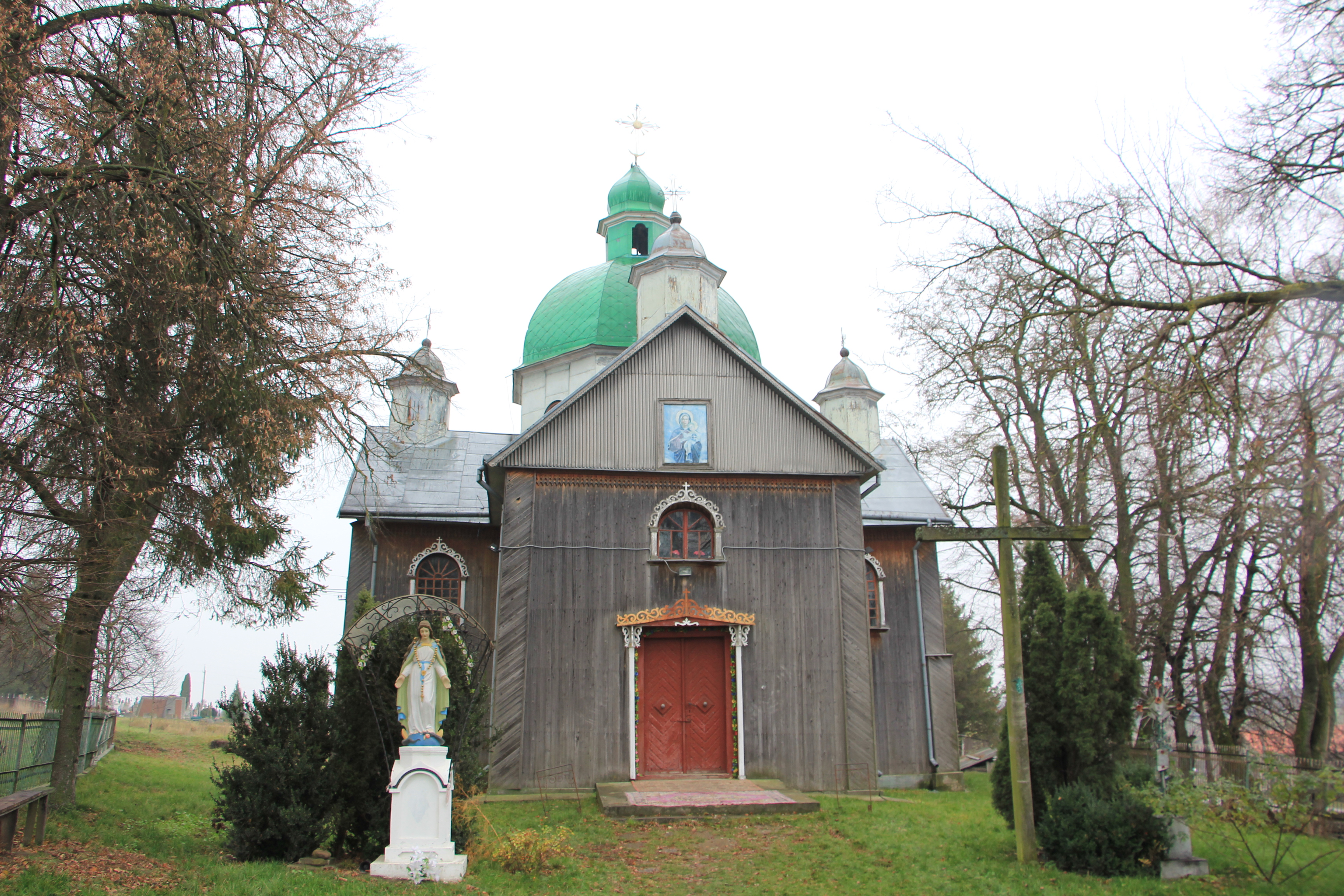
教堂

胡什滕（烏克蘭語：Гуштин）是烏克蘭西部特諾皮爾州喬爾特基夫區斯卡拉波迪利斯卡市镇的村莊，面積2.28平方公里，海拔高度273米，2001年人口589，人口密度每平方公里258人。